# 케사디야
케사디야(스페인어: quesadilla 영어: [ˌkeɪsəˈdiːjə/], 스페인어:l [kesaˈðiʝa] ( 듣기))는 멕시코 요리 중 하나로, 치즈를 의미하는 스페인어 케소(queso)에서 이름이 파생되었다. 밀가루나 옥수수로 만든 토르티야에 치즈와 다른 재료를 넣고 채운다음, 반으로 접어 반달 모양이 되게 만든다.

## 역사
케사디야는 멕시코의 스페인 식민지 시기에 처음 등장했다. 이후 오랜 기간 동안 다양한 시도를 통해 오늘날과 같은 형태로 발전해왔다.

## 같이 보기
- 토르티야
- 엔칠라다
- 타코
- 멕시코 요리
- 텍스멕스